# Hiệp hội Công nghiệp Kỹ thuật Điện Việt Nam
Hiệp hội Công nghiệp Kỹ thuật Điện Việt Nam là tổ chức xã hội - nghề nghiệp của những người và đơn vị làm việc trong lĩnh vực nghiên cứu khoa học, chế tạo, sản xuất, xây lắp và kinh doanh các hàng hóa chuyên ngành kỹ thuật điện tại Việt Nam . Hội có tên giao dịch tiếng Anh là Vietnam Electrical Industry Association, viết tắt là VELINA .
Hiệp hội Công nghiệp Kỹ Thuật Điện Việt Nam được thành lập năm 1991 theo Quyết định số 490 TCCP ngày 24/01/1991 của Ban tổ chức cán bộ Chính phủ . Điều lệ Hiệp hội hiện hành được Bộ Nội vụ phê duyệt tại Quyết định số 36/2003/QĐ-BNV ngày 24 tháng 6 năm 2003 .
Văn phòng Hiệp hội đặt tại địa chỉ P.18.1, tầng 18, Tòa nhà CT1 VIMECO, đường Nguyễn Chánh, phường Trung Hòa, quận Cầu Giấy, Hà Nội.